# Lithurgus sparganotes
Lithurgus sparganotes är en biart som först beskrevs av August Schletterer 1891.  Lithurgus sparganotes ingår i släktet Lithurgus och familjen buksamlarbin. Inga underarter finns listade i Catalogue of Life.